# Ladislav Kvasz
Ladislav Kvasz (* 17. srpna 1962 Bratislava) je slovenský filozof, matematik a teoretik vědy působící v Praze.

## Biografie
Ladislav Kvasz vystudoval obor Teorie systémů na Fakultě matematiky, fyziky a informatiky Univerzity Komenského v Bratislavě. V roce 1995 pod vedením Miroslava Marcelliho obhájil na FF UK v Bratislavě doktorskou práci Klasifikácia vedeckých revolúcií v oboru filozofie. V roce 1998 se habilitoval s prací O revolúciách vo vede a ruptúrach v jazyku vedy, docentem v oboru filozofie byl jmenován v následujícím roce. Druhou habilitaci (Analýza zmien jazyka pri rekonštrukcii historického vývinu matematiky) obhájil v roce 2006 a v roce 2007 byl jmenovaný docentem matematiky. V roce 2010 byl jmenován profesorem Karlovy Univerzity v oboru didaktika matematiky. Dne 12. října 2016 mu byl AV ČR udělen titul doktora věd (DSc.).
Ladislav Kvasz působil na MFF UK v Bratislavě, v letech 2006–2011 jako ředitel Centra interdisciplinárnych štúdií na Filozofickej fakulte Katolíckej univerzity v Ružomberku. V současné době působí na Filosofickém ústavu AV ČR a Katedře matematiky a didaktiky matematiky PedF UK v Praze.

## Filozofie matematiky
Na rozdíl od tradičních filozofů vědy chápe Ladislav Kvasz vývoj matematiky jako řadu jazykových změn. V návaznosti na Gottloba Fregeho a Ludwiga Wittgensteina zaměřuje pozornost na historické proměny a identifikaci jejich základních typů:
1. Překódování nastává při změnách formačních pravidel termínů a formulí, obecně symbolických jazyků. Překódování ale není přímé, probíhá skrze ikonický mezistupeň. Například přechod od elementární aritmetiky k algebře byl umožněn (řeckou) syntetickou geometrií.[3]
2. Relativizace se týká změny vztahu mezi jazykovým vyjádřením a objektem, který zastupuje. Například neeukleidovská geometrie.[4]
3. Reformulace je změna jedné formulace v jinou. Odehrává se v případě, že existuje matematicky relevantní kontext, v němž obě formulace vytvářejí rozdílná spojení a mají jiný vztah ke svému okolí.[5]

První dva typy proměn jsou globální a v matematice se objevují zřídka. Reformulace je lokální a týká se často pouze jedné definice, teorému či axiomu.

## Ocenění
V roce 2010 obdržel Ladislav Kvasz Fernando Gil International Prize for the Philosophy of Science za knihu Patterns of Change.